# Lei è (singolo)
Lei è è il terzo singolo estratto dall'omonimo album del cantante svizzero Paolo Meneguzzi. La canzone, come dichiarato dal cantante, è dedicata a sua madre. Oltre ad una versione francese della canzone, intitolata Elle Est, esiste anche una versione spagnola intitolata Ella Es, pubblicata nel 2004 per il mercato sudamericano.

## La canzone
Dalla prima strofa si intuisce che la canzone parli di un abbandono: passa il tempo e la ritrovo qui come se non fosse andata mai via; chiarito poi dal cantante essere l'abbandono di sua madre che se ne andò di casa quando aveva sedici anni. In varie strofe il cantante fa capire che non prova rancore o rabbia per sua madre, ma che la ama molto e ha sofferto per la sua lontananza: "lei è il sole dentro me; l'amore che non c'è"; e ancora: "Lei è storia che non morirà mai. Ma è difficile convincersi che non è con me."
Meneguzzi ha così commentato il testo della sua canzone: "Lei è mia mamma. La canzone fa capire che è una donna, ed ho voluto lasciare il doppio senso. Mia mamma se n'è andata di casa quando avevo 16 anni; il nostro rapporto ora è bello, ci sentiamo spesso... Magari a quell'età non capisci ancora quanto una persona ti può mancare. Lei è andata via ed io sono partito in Sudamerica. Il divorzio è una cosa normale, mi dicevo, però più passava il tempo e più mi accorgevo che pensavo a lei e che mi mancava tanto. Mia mamma a 50 anni ha dovuto ricominciare da zero, e non è stato facile per lei: è una persona forte."

## Il video
Nel video si vedono scene che ripercorrono parte della vita del cantante, da quando era neonato alla prima adolescenza. Vengono mostrati periodi felici passati con la madre, le liti tra i genitori fino ad arrivare al giorno in cui la madre se ne va di notte mentre lui dorme. In seguito a questo si vede mentre suona la sua prima chitarra, regalatagli dal padre all'età di sedici anni.
Il video vede la partecipazione di Lisa Cais nella parte della madre  e di Edoardo Barone Lumaga in quella di Paolo a cinque anni. La regia, invece, è di Gaetano Morbioli.

## Tracce
iTunes
1. Lei è – 3:20

Single Remix
1. Lei è (Remix Extended Version) – 7:15
2. Lei è (Remix Radio Edit) – 3:43
3. Lei è (Remix Trance Version) – 3:43